# Rising Star Award
A Rising Star Award (teljes nevén Orange Rising Star Award) a Brit Film- és Televíziós Akadémia közönségdíja, melyet 2006 óta osztanak ki.

## A díj
A Rising Star Award-ban azok a fiatal filmes tehetségek részesülhetnek, akik filmben vagy televízióban nyújtott alakításukkal kivívták a Brit Filmakadémia elismerését. A díjat Mary Selway 2004-ben bekövetkezett halála után alapították. Ez a Filmakadémia egyetlen díja, melynek esetében a BAFTA zsűrije csak a jelöltek személyéről dönt, akik közül a díjazott a brit közönség szavazata alapján kerül kiválasztásra. A közönség írásban, telefonon vagy interneten adhatja le szavazatát. A Rising Star Award-ot egy időben adják át a filmes díjakkal. A díjat az Orange UK brit mobilszolgáltató támogatja, a díj a támogató nevét viseli: Orange Rising Star Award.
Az elismerésben első alkalommal James McAvoy skót színész részesült 2006-ban. Eva Green első női díjazottként a következő évben vehetett át díjat. A legfiatalabb győztes Bukky Bakray volt.

## Díjazottak és jelöltek

### 2000-es évek
| Év            | Díjazott           | Díjazott     | Jelöltek         |
| ------------- | ------------------ | ------------ | ---------------- |
| 2006 59. gála |                    | James McAvoy | Chiwetel Ejiofor |
| 2006 59. gála | Gael García Bernal | James McAvoy |                  |
| 2006 59. gála | Rachel McAdams     | James McAvoy |                  |
| 2006 59. gála | Michelle Williams  | James McAvoy |                  |
| 2007 60. gála |                    | Eva Green    | Emily Blunt      |
| 2007 60. gála | Naomie Harris      | Eva Green    |                  |
| 2007 60. gála | Cillian Murphy     | Eva Green    |                  |
| 2007 60. gála | Ben Whishaw        | Eva Green    |                  |
| 2008 61. gála |                    | Shia LaBeouf | Sienna Miller    |
| 2008 61. gála | Elliot Page        | Shia LaBeouf |                  |
| 2008 61. gála | Sam Riley          | Shia LaBeouf |                  |
| 2008 61. gála | Tang Wei           | Shia LaBeouf |                  |
| 2009 62. gála |                    | Noel Clarke  | Michael Cera     |
| 2009 62. gála | Michael Fassbender | Noel Clarke  |                  |
| 2009 62. gála | Rebecca Hall       | Noel Clarke  |                  |
| 2009 62. gála | Toby Kebbell       | Noel Clarke  |                  |

### 2010-es évek
| Év            | Díjazott             | Díjazott        | Jelöltek        |
| ------------- | -------------------- | --------------- | --------------- |
| 2010 63. gála |                      | Kristen Stewart | Jesse Eisenberg |
| 2010 63. gála | Nicholas Hoult       | Kristen Stewart |                 |
| 2010 63. gála | Carey Mulligan       | Kristen Stewart |                 |
| 2010 63. gála | Tahar Rahim          | Kristen Stewart |                 |
| 2011 64. gála |                      | Tom Hardy       | Gemma Arterton  |
| 2011 64. gála | Andrew Garfield      | Tom Hardy       |                 |
| 2011 64. gála | Aaron Taylor-Johnson | Tom Hardy       |                 |
| 2011 64. gála | Emma Stone           | Tom Hardy       |                 |
| 2012 65. gála |                      | Adam Deacon     | Chris Hemsworth |
| 2012 65. gála | Tom Hiddleston       | Adam Deacon     |                 |
| 2012 65. gála | Chris O’Dowd         | Adam Deacon     |                 |
| 2012 65. gála | Eddie Redmayne       | Adam Deacon     |                 |
| 2013 66. gála |                      | Juno Temple     | Elizabeth Olsen |
| 2013 66. gála | Andrea Riseborough   | Juno Temple     |                 |
| 2013 66. gála | Suraj Sharma         | Juno Temple     |                 |
| 2013 66. gála | Alicia Vikander      | Juno Temple     |                 |
| 2014 67. gála |                      | Will Poulter    | Dane DeHaan     |
| 2014 67. gála | George MacKay        | Will Poulter    |                 |
| 2014 67. gála | Lupita Nyong’o       | Will Poulter    |                 |
| 2014 67. gála | Léa Seydoux          | Will Poulter    |                 |
| 2015 68. gála |                      | Jack O’Connell  | Gugu Mbatha-Raw |
| 2015 68. gála | Margot Robbie        | Jack O’Connell  |                 |
| 2015 68. gála | Miles Teller         | Jack O’Connell  |                 |
| 2015 68. gála | Shailene Woodley     | Jack O’Connell  |                 |
| 2016 69. gála |                      | John Boyega     | Taron Egerton   |
| 2016 69. gála | Dakota Johnson       | John Boyega     |                 |
| 2016 69. gála | Brie Larson          | John Boyega     |                 |
| 2016 69. gála | Bel Powley           | John Boyega     |                 |
| 2017 70. gála |                      | Tom Holland     | Laia Costa      |
| 2017 70. gála | Lucas Hedges         | Tom Holland     |                 |
| 2017 70. gála | Ruth Negga           | Tom Holland     |                 |
| 2017 70. gála | Anya Taylor-Joy      | Tom Holland     |                 |
| 2018 71. gála |                      | Daniel Kaluuya  | Florence Pugh   |
| 2018 71. gála | Josh O’Connor        | Daniel Kaluuya  |                 |
| 2018 71. gála | Tessa Thompson       | Daniel Kaluuya  |                 |
| 2018 71. gála | Timothée Chalamet    | Daniel Kaluuya  |                 |
| 2019 72. gála |                      | Letitia Wright  | Jessie Buckley  |
| 2019 72. gála | Cynthia Erivo        | Letitia Wright  |                 |
| 2019 72. gála | Barry Keoghan        | Letitia Wright  |                 |
| 2019 72. gála | Lakeith Stanfield    | Letitia Wright  |                 |

### 2020-as évek
| Év            | Díjazott            | Díjazott          | Jelöltek          |
| ------------- | ------------------- | ----------------- | ----------------- |
| 2020 73. gála |                     | Micheal Ward      | Awkwafina         |
| 2020 73. gála | Jack Lowden         | Micheal Ward      |                   |
| 2020 73. gála | Kaitlyn Dever       | Micheal Ward      |                   |
| 2020 73. gála | Kelvin Harrison Jr. | Micheal Ward      |                   |
| 2021 74. gála |                     | Bukky Bakray      | Kingsley Ben-Adir |
| 2021 74. gála | Morfydd Clark       | Bukky Bakray      |                   |
| 2021 74. gála | Sope Dirisu         | Bukky Bakray      |                   |
| 2021 74. gála | Conrad Khan         | Bukky Bakray      |                   |
| 2022 75. gála |                     | Lashana Lynch     | Ariana DeBose     |
| 2022 75. gála | Harris Dickinson    | Lashana Lynch     |                   |
| 2022 75. gála | Millicent Simmonds  | Lashana Lynch     |                   |
| 2022 75. gála | Kodi Smit-McPhee    | Lashana Lynch     |                   |
| 2023 76. gála |                     | Emma Mackey       | Naomi Ackie       |
| 2023 76. gála | Sheila Atim         | Emma Mackey       |                   |
| 2023 76. gála | Daryl McCormack     | Emma Mackey       |                   |
| 2023 76. gála | Aimee Lou Wood      | Emma Mackey       |                   |
| 2024 77. gála |                     | Mia McKenna-Bruce | Phoebe Dynevor    |
| 2024 77. gála | Ayo Edebiri         | Mia McKenna-Bruce |                   |
| 2024 77. gála | Jacob Elordi        | Mia McKenna-Bruce |                   |
| 2024 77. gála | Sophie Wilde        | Mia McKenna-Bruce |                   |
| 2025 78. gála |                     | David Jonsson     | Marisa Abela      |
| 2025 78. gála | Jharrel Jerome      | David Jonsson     |                   |
| 2025 78. gála | Mikey Madison       | David Jonsson     |                   |
| 2025 78. gála | Nabhaan Rizwan      | David Jonsson     |                   |

## Fordítás
- Ez a szócikk részben vagy egészben  a   BAFTA Rising Star Award című angol Wikipédia-szócikk fordításán alapul.  Az eredeti cikk szerkesztőit annak laptörténete sorolja fel. Ez a jelzés csupán a megfogalmazás eredetét és a szerzői jogokat jelzi, nem szolgál a cikkben szereplő információk forrásmegjelöléseként.